# 浅野健司
浅野 健司（あさの けんじ、1972年〈昭和47年〉4月5日 - ）は、日本の政治家。岐阜県各務原市長（4期）。元各務原市議会議員（3期）。

## 来歴
岐阜県各務原市蘇原瑞穂町出身。各務原市立蘇原第一小学校、各務原市立蘇原中学校卒業。1991年3月、岐阜県立加納高等学校卒業。自動車ディーラー（トヨタカローラ岐阜）勤務後、2001年に各務原市議会議員選挙に出馬し初当選。3期12年務め、副議長、常任委員長などを歴任した。2011年には議長を務めた。
2013年4月21日に行われた各務原市長選挙に立候補し、現職の森真ら2候補を破り初当選した。選挙の結果は以下のとおり。
※当日有権者数：116,131人 最終投票率：45.78%（前回比：+9.23pts）
| 候補者名 | 年齢 | 所属党派 | 新旧別 | 得票数   | 得票率 | 推薦・支持 |
| -------- | ---- | -------- | ------ | -------- | ------ | ---------- |
| 浅野健司 | 41   | 無所属   | 新     | 30,106票 | 57.11% |            |
| 森真     | 73   | 無所属   | 現     | 18,098票 | 34.33% |            |
| 足立宣夫 | 69   | 無所属   | 新     | 4,509票  | 8.55%  |            |

2017年4月23日に行われた市長選挙で元市議の三丸文也を破り再選。選挙の結果は以下のとおり。
※当日有権者数：119,274人 最終投票率：36.39%（前回比：pts）
| 候補者名 | 年齢 | 所属党派 | 新旧別 | 得票数   | 得票率 | 推薦・支持 |
| -------- | ---- | -------- | ------ | -------- | ------ | ---------- |
| 浅野健司 | 45   | 無所属   | 現     | 30,860票 | 71.84% |            |
| 三丸文也 | 75   | 無所属   | 新     | 12,098票 | 28.16% |            |

2021年4月25日に行われた市長選挙で元名古屋市議の杉山均を破り3選。
※当日有権者数：119,000人 最終投票率：35.44%（前回比：-0.95pts）
| 候補者名 | 年齢 | 所属党派 | 新旧別 | 得票数   | 得票率 | 推薦・支持         |
| -------- | ---- | -------- | ------ | -------- | ------ | ------------------ |
| 浅野健司 | 49   | 無所属   | 現     | 33,426票 | 80.63% | 自由民主党・公明党 |
| 杉山均   | 64   | 無所属   | 新     | 8,032票  | 19.37% |                    |

2025年4月26日に行われた市長選挙では、元各務原市議員の杉山元則を破り4選。 ※当日有権者数：117,285人 最終投票率：34.95%（前回比：-0.49pts）
| 候補者名 | 年齢 | 所属党派 | 新旧別 | 得票数   | 得票率 | 推薦・支持         |
| -------- | ---- | -------- | ------ | -------- | ------ | ------------------ |
| 浅野健司 | 53   | 無所属   | 現     | 22,171票 | 54.56% | 自由民主党・公明党 |
| 杉山元則 | 65   | 無所属   | 新     | 18,468票 | 45.44% |                    |

## 市政

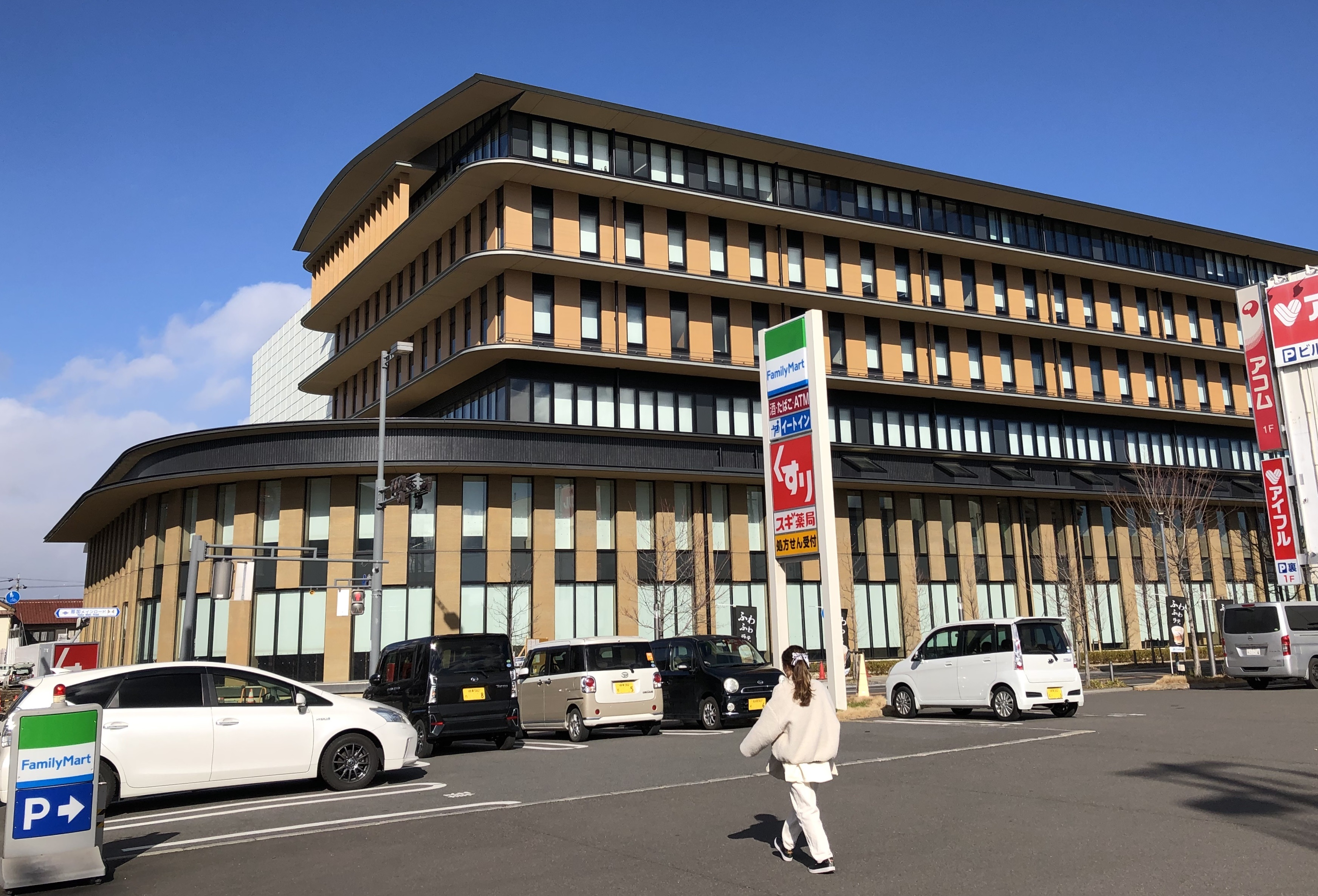
2021年9月に完成した市役所新庁舎

- 2015年3月、老朽化した各務原市役所本庁舎の建替えを目指し、「各務原市本庁舎耐震化基本構想」を策定[6]。新庁舎は2021年9月に完成した。
- 2021年12月17日、県内の50歳以下の市長4人の一人として、次代のリーダーになる人材を育てる勉強会「岐阜リーダーズの会」の設立会見を各務原市産業文化センターで開いた。発起人となったのは、浅野のほか、関市長の尾関健治、岐阜市長の柴橋正直、海津市長の横川真澄[7]。